# 盛田牧場前站
盛田牧場前站（日语：／ Moritabokujyomae eki */?）是位於青森縣上北郡七戶町膝森，南部縱貫鐵道的南部縱貫鐵道線車站（廢站）。

## 歷史
- 1964年（昭和39年）4月11日 - 膝森站（日语：／）啟用。
- 1970年以前 - 車站改名為盛田牧場前站。
- 1997年（平成9年）5月6日 - 南部縱貫鐵道線暫停營業[1]。
- 2002年（平成14年）8月1日 - 南部縱貫鐵道線廢線，此站也廢除[2]。

## 結構
截至車站廢除前，此站是地面車站，設有1面1線的單式木製月台。此站是無人車站。月台上設有一個膠合板製成的簡單候車室。車站周邊的平交道名稱和此站名稱都是取自附近的盛田牧場。

## 周邊
- 盛田牧場（日语：盛田牧場）
- 七戶十和田站（東北新幹線）

## 相鄰車站
南部縱貫鐵道
南部縱貫鐵道線
營農大學校前－盛田牧場前－七戶

## 注腳
1. ↑   31 (8). 鐵道雜誌社: 104. 1997-08 （日语）.
2. ↑  . RAIL FAN (鐵道友之會). 2002年10月, 49 (10): 22 （日语）.